# 舊華納兄弟製片廠
舊華納兄弟製片廠（英語：Old Warner Brothers Studio），正式名稱為日落布朗森製片廠（Sunset Bronson Studios），前稱KTLA製片廠（KTLA Studios）及論壇製片廠（Tribune Studios），是一個位處美國加利福尼亞州荷里活日落大道的電影製片廠、錄音室和電視攝影棚。該廠亦是1927年首部全片聲畫同步電影《爵士歌伶》的拍攝地點。
製片廠在1919年建成，而面向日落大道的行政大樓曾在1940年代至1950年代用作保齡球館。1950年代中期，該製片廠分別被KTLA電視台和派拉蒙電影使用。1963年，製片廠被金·奧崔購入，製片廠因此成為KTLA的攝影棚和其由奧崔擁有的母公司金西廣播（Golden West Broadcasters）的總部。1985年，論壇廣播（Tribune Broadcasting）購入製片廠，其後在2008年轉手給哈德遜資本（Hudson Capital，今哈德遜太平洋地產（Hudson Pacific Properties））。
由於製片廠在電影史上擔當的角色，它在1977年被列入洛杉磯歷史文化古蹟（Los Angeles Historic-Cultural Monument）﹐而其行政大樓則在2002年獲列入《國家史蹟名錄》。

## 歷史

### 華納兄弟製片廠
位處日落大道5800號的製片廠在1919年落成，及後在1920年代初被華納兄弟收購，並成為其總部及主要製片廠。1923年，西部電影廣告商協會（Western Motion Picture Advertisers' Association，簡稱）曾在製片廠舉辦WAMPAS聯歡會（WAMPAS Frolic）。當時製片廠長350英尺（110） ，闊200英尺（61），為全世界最大的有蓋舞台。
1927年，製片廠成為首部全片聲畫同步電影《爵士歌伶》的拍攝場地。它亦是華納兄弟早年在洛杉磯的電台KFWB的錄音室所在地。
1930年，華納兄弟與第一國家電影（First National Pictures）合併，並將總部遷往位於伯班克的第一國家製片廠。華納兄弟亦因此其電影製作部門遷往伯班克，但仍保留日落大道製片廠作電影拍攝和留聲機錄音用途，其中《樂一通》和《歡樂旋律》（Merrie Melodies）便是在1933年至1955年間在日落大道製片廠製作。據1933年《洛杉磯時報》報道，華納兄弟「與外界所料相反，仍持續使用日落大道製片廠，每天仍有一至兩班人在該廠拍攝」。1934年12月一場摧毀伯班克製片廠15英畝（61,000平方）土地的火災更使日落大道製片廠全面恢復運作。華納兄弟創辦人之一傑克·華納在火災發生時曾表示：「我們在日落大道的製片廠有充足的設備可以應付全部即時的機械和建設需求。」

### 保齡球館和體育館
1937年，華納兄弟決定關閉日落大道製片廠，及後製片廠被翻修為保齡球館和體育館。

### KTLA製片廠
1954年，日落大道製片廠被派拉蒙電視製作副主席兼KTLA總經理克勞斯·蘭茨伯格（Klaus Landsberg）購入，並出資200萬美元將其重建為派拉蒙電視製作的總部。作為重建計劃的一部份，派拉蒙拆卸廠內的部份舊有建築物，但舊行政大樓和刻著「華納兄弟維塔電話」（Warner Bros. Vitaphone）字樣的大型發射塔獲保留。蘭茨伯格則表示只有製片廠的舊有建築物會被拆卸，新建建築物會作出翻新，以用作電視製作用途。
1967年，此前已收購KTLA和租用製片廠的真·柯利和其公司金西廣播以500萬美元從派拉蒙購入製片廠。
1977年，一場包括福特T型車和A型車的古董車沿著日落大道駛向KTLA製片廠，以紀念首部有聲電影《爵士歌伶》首映50週年。時任美國郵政署長本傑明·F·拜拉爾（Benjamin F. Bailar）和美國電影製片人與發行人協會主席傑克·瓦倫蒂（Jack Valenti）亦在該處舉行首日封及紀念郵票發行儀式。
1982年，金西廣播將KTLA出售，製片廠亦因此易手給科尔伯格-克拉维斯-罗伯茨，及後再在1985年被論壇廣播收購。

### 論壇廣播及哈德遜太平洋地產持有時期
2001年，論壇廣播宣佈耗資1000至2000萬美元將日落大道製片廠轉型為美國首個全數碼電視攝影棚。2008年1月，論壇廣播以1.25億美元將製片廠轉售給哈德遜資本。在轉售期間，日落大道製片廠為《朱迪法官》（Judge Judy）、《喬·布朗法官》（Judge Joe Brown）、《亞歷克斯法官》（Judge Alex）、《孟漢娜》、《現象》（Phenomenon）等電視節目的拍攝場地。
2014年，哈德遜太平洋地產計劃在製片廠行政大樓旁興建一幢14層高的辦公大樓。該大廈由根斯勒（Gensler）設計，由麥卡錫建築公司（McCarthy Building Companies, Inc.）承建。而製片廠亦增建一個容納1600個車位的停車場以及一幢5層、佔地90000平方呎的製作大樓，發射塔亦因此在2014年12月被拆卸，及後在辦公大樓落成後重置。
新辦公大樓內設有Netflix的製作辦公室。

## 歷史評級
1977年9月，作為首部有聲電影的拍攝地，KTLA製片廠獲洛杉磯文化古蹟委員會（Los Angeles Cultural Heritage Commission）列為歷史文化古蹟，及後在2002年獲《國家史蹟名錄》收錄。

## 外部連結
- 日落布朗森製片廠官方網站 （页面存档备份，存于）